# Миннетт, Дилан
Ди́лан Кри́стофер Минне́тт (англ. Dylan Christopher Minnette, род. 29 декабря 1996) — американский актёр и музыкант.

## Биография
Дилан Миннетт родился 29 декабря 1996 года в Эвансвилле, штат Индиана. Он переехал в Шампейн, штат Иллинойс, где он прожил пять лет, а затем переехал в Лос-Анджелес, чтобы заняться актёрской карьерой. Первой его ролью был один эпизод в комедийном телесериале «Дрейк и Джош».
Миннетт также является певцом и ритм-гитаристом в группе Wallows.

## Фильмография
| Год       |   | Русское название                                             | Оригинальное название                                       | Роль                  |
| --------- | - | ------------------------------------------------------------ | ----------------------------------------------------------- | --------------------- |
| 2005      | с | Дрейк и Джош                                                 | Drake & Josh                                                | Джеффри               |
| 2005      | с | Два с половиной человека                                     | Two and a Half Men                                          | маленький Чарли       |
| 2005—2006 | с | Побег                                                        | Prison break                                                | молодой Майкл Скофилд |
| 2007      | с | Анатомия страсти                                             | Grey's Anatomy                                              | Райан                 |
| 2007—2010 | с | Спасите Грейс                                                | Saving Grace                                                | Клэй Норман           |
| 2008      | с | Говорящая с призраками                                       | Ghost Whisperer                                             | Пирс Уилкинс          |
| 2008      | с | Менталист                                                    | The Mentalist                                               | Фрэнки О'Киф          |
| 2009      | с | Сверхъестественное                                           | Supernatural                                                | Дэнни Картер          |
| 2010      | с | Остаться в живых                                             | Lost                                                        | Дэвид Шепард          |
| 2010      | ф | Впусти меня. Сага                                            | Let me in                                                   | Кенни                 |
| 2011      | с | Обмани меня                                                  | Lie to me                                                   | Ной                   |
| 2011—2013 | с | Р. Л. Стайн: Время призраков                                 | R. L. Stine's The Haunting Hour                             | Кори / Чед            |
| 2012      | с | Пробуждение                                                  | Awake                                                       | Рекс Бриттен          |
| 2013      | ф | Пленницы                                                     | Prisoners                                                   | Ральф Довер           |
| 2013      | ф | День труда                                                   | Labor Day                                                   | 16-летний Генри Уилер |
| 2014      | ф | Александр и ужасный, кошмарный, нехороший, очень плохой день | Alexander and the Terrible, Horrible, No Good, Very Bad Day | Энтони Купер          |
| 2013—2014 | с | Агенты «Щ.И.Т.»                                              | Agents of S.H.I.E.L.D.                                      | Донни Гилл            |
| 2015      | ф | Ужастики                                                     | Goosebumps                                                  | Зак Купер             |
| 2016      | ф | Не дыши                                                      | Don't Breathe                                               | Алекс                 |
| 2017—2020 | с | 13 причин почему                                             | 13 Reasons Why                                              | Клэй Дженсен          |
| 2018      | ф | Дом на продажу                                               | The open house                                              | Логан Уоллес          |
| 2022      | ф | Крик 5                                                       | Scream 5                                                    | Уэс Хикс              |

## Награды и номинации
- «Молодой актёр» (2008, «Спасите Грейс»)[5].